# Drenthe
För den nederländske fotbollsspelaren, se Royston Drenthe.
Drenthe är en provins i nordöstra Nederländerna vid gränsen mot Tyskland. Huvudstad är Assen; andra större städer är Emmen, Meppel och Hoogeveen. Drenthe har med 490 134 invånare (2016) landets lägsta befolkningstäthet.

## Historia
Drenthe är ett mycket gammalt kulturlandskap. De mest kända arkeologiska lämningarna är hunebedden, megalitgravar från ungefär 2000 f.Kr. tillhörande trattbägarkulturen. Dessa fornlämningar ligger på en sandplatå, lite högre än kustområden i Groningen och Friesland. Namnet Treanth är belagt från 820, då området hade blivit en del av Frankerriket, och antas syfta på en indelning i tre delar. Under medeltiden var biskopen av Utrecht landsherre. På 1500-talet var området fattigt och glesbefolkat. Det ingick i Republiken Förenade Nederländerna, men hade ingen rösträtt. Kring 1900 togs de vidsträckta hed- och mossområdena i bruk för odling med hjälp av kompost och konstgödsel.

## Kommuner
Drenthe består av 12 kommuner (gemeenten):

- Aa en Hunze
- Assen
- Borger-Odoorn
- Coevorden
- De Wolden
- Emmen
- Hoogeveen
- Meppel
- Midden-Drenthe
- Noordenveld
- Tynaarlo
- Westerveld

## Galleri

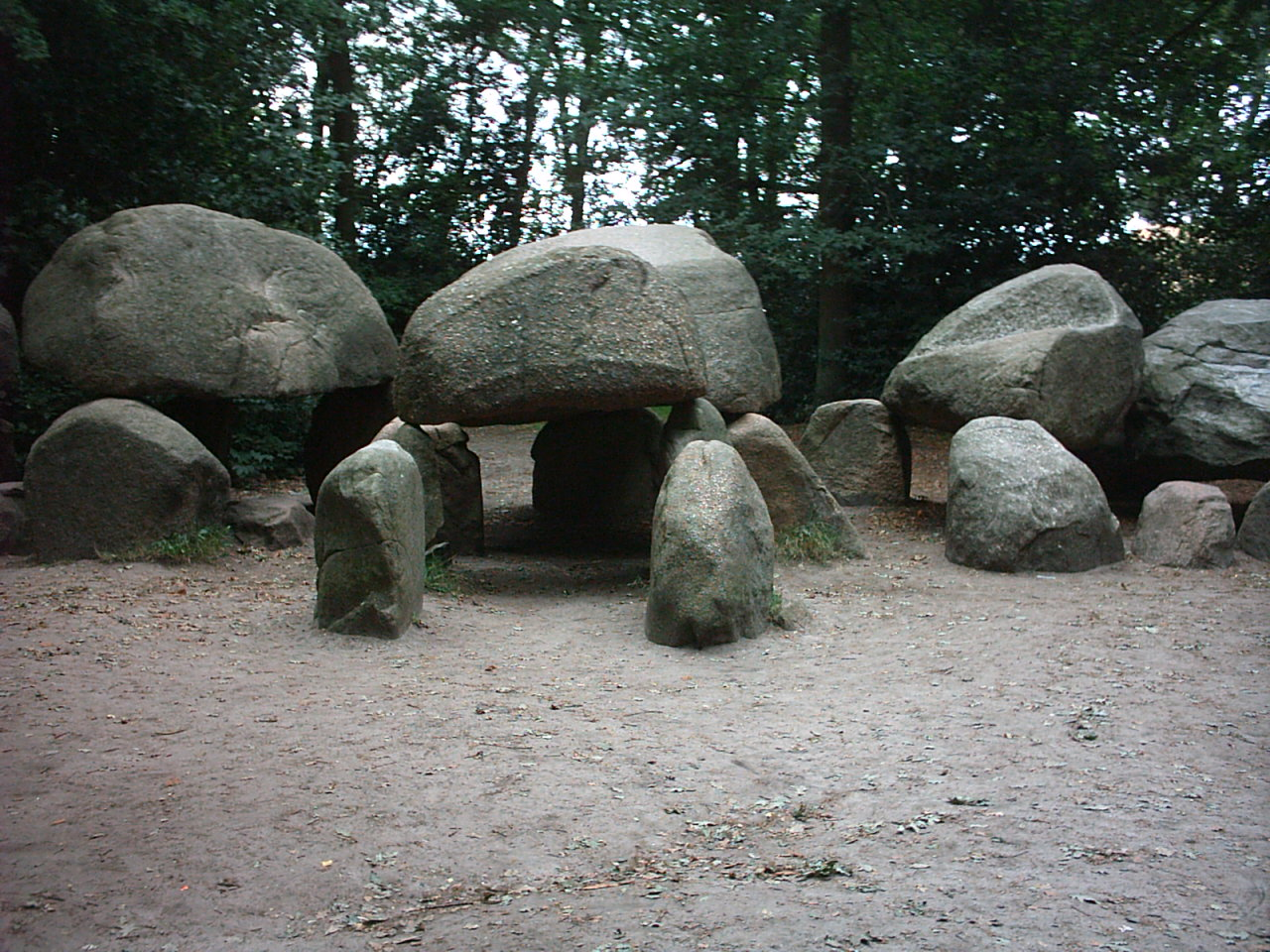
En av de 50 megalitgravarna
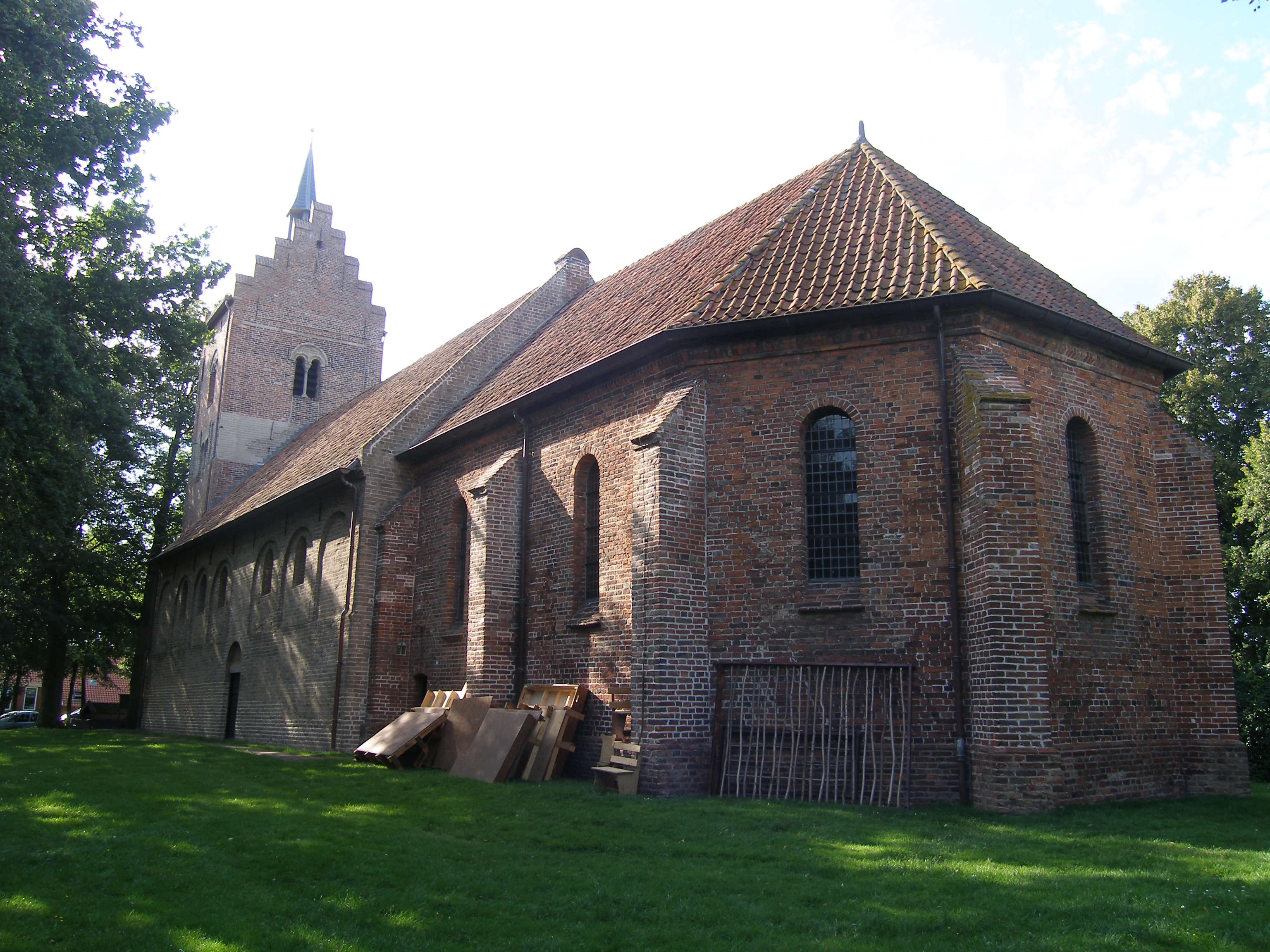
Anloo, kyrka från 1000-talet
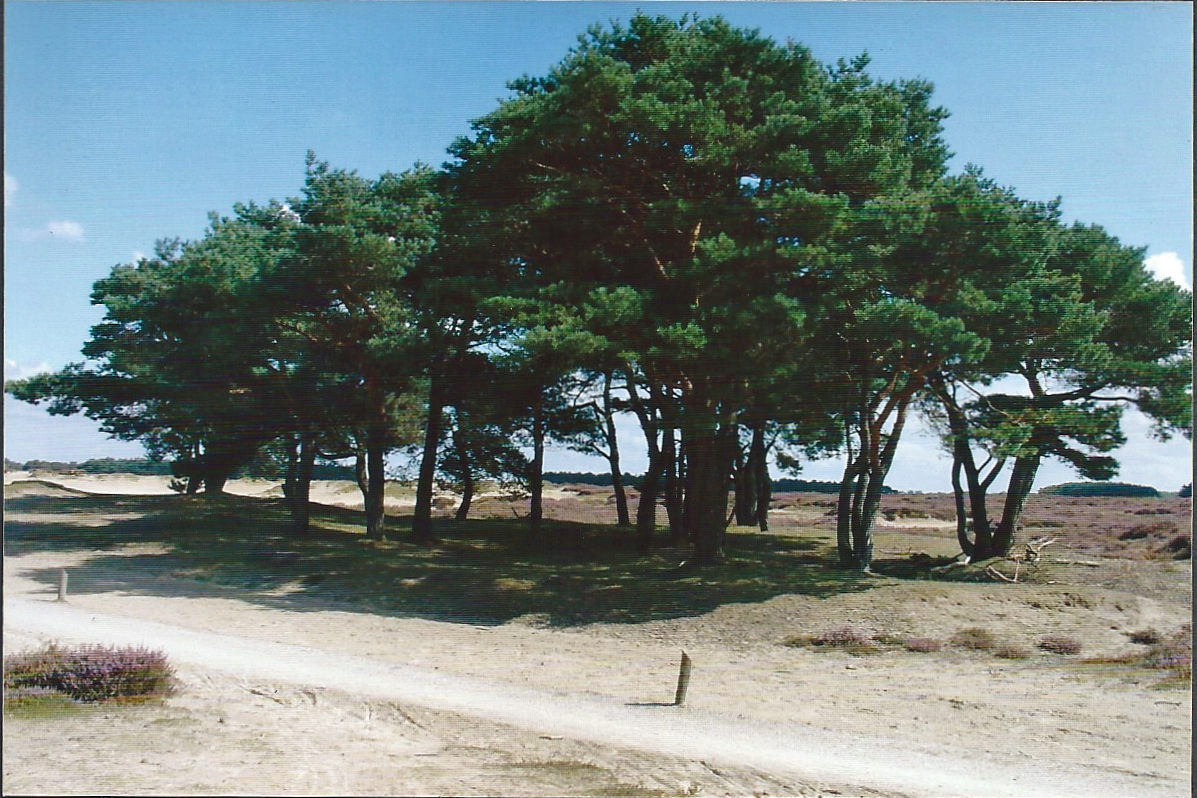
Heden vid Ballo
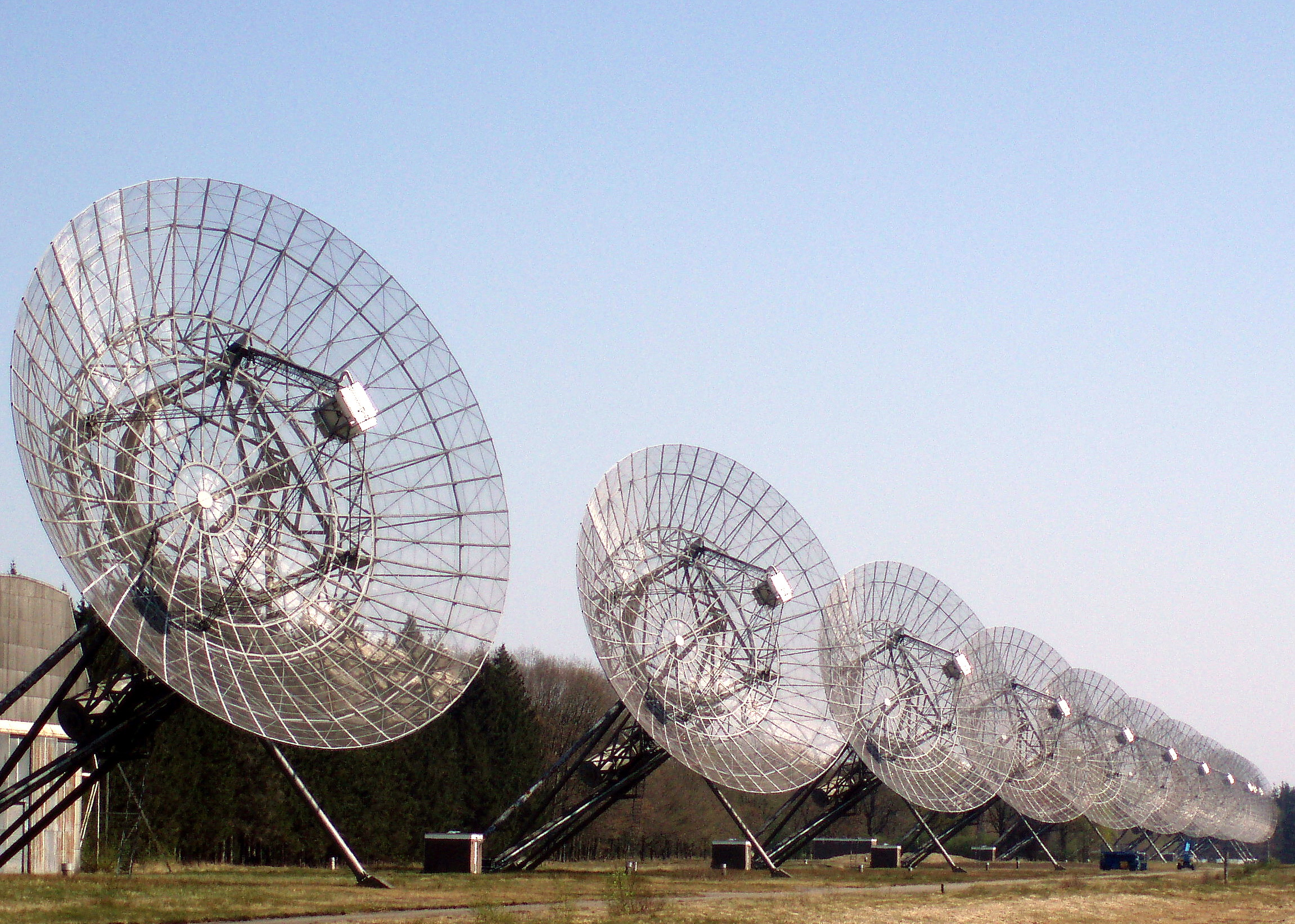
Radioteleskop Westerbork
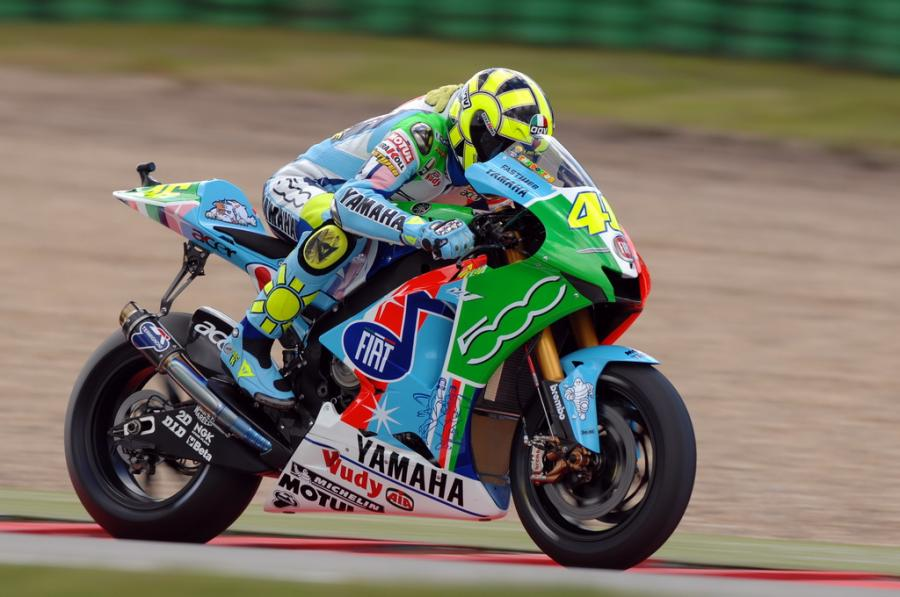
Rossi på Assen TT Circuit